# Louisiadglasögonfågel
Louisiadglasögonfågel (Zosterops griseotinctus) är en fågel i familjen glasögonfåglar inom ordningen tättingar.

## Utseende och läte
Louisiadglasögonfågel är en liten och rätt enfärgad olivgul glasögonfågel. Den är gulast på huvud och hals, med en tydlig vit ögonring och en något nedåtböjd skäraktig näbb. Vanligaste lätet är ett ljudligt upprepat "chip-chip-chip".

## Utbredning och systematik
Louisiadglasögonfågeln förekommer i ögruppen Louisiaderna utanför Nya Guinea, men även på några öar i Bismarckarkipelagen. Clements et al delar in den i fyra underarter med följande utbredning:
- Zosterops griseotinctus pallidipes – förekommer på Rossel (Louisiaderna)
- Zosterops griseotinctus griseotinctus (inklusive aignani[4]) – förekommer i Louisiaderna (Misima, Panaete, Duchateau)
- Zosterops griseotinctus longirostris – förekommer i Bonvouloir, Heath och Alcester (Salomonsjön)
- Zosterops griseotinctus eichhorni (inklusive ottomeyeri[5])– förekommer i Bismarckarkipelagen (Nauna, Nissan)

## Status
Trots det begränsade utbredningsområdet kategoriserar IUCN arten som livskraftig. Beståndsutvecklingen är okänd.